# Herbert Hervey, 5. Marquess of Bristol

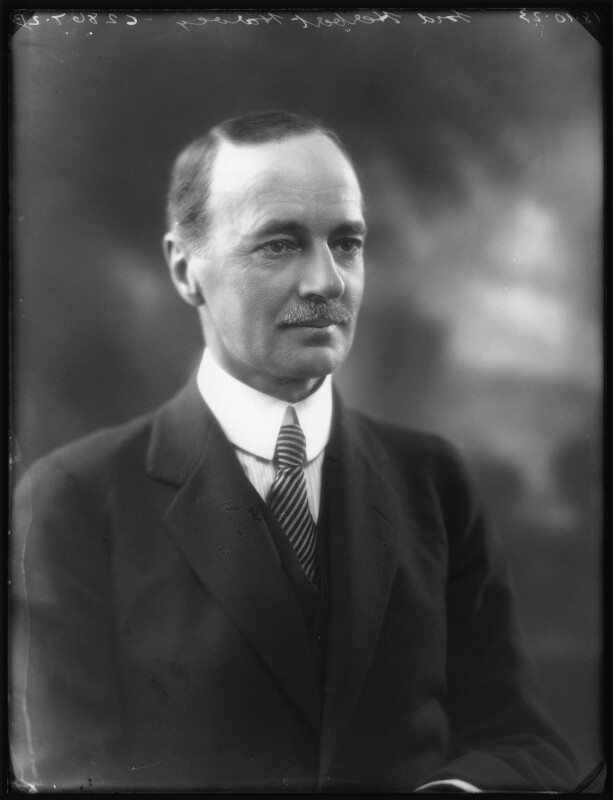
Lord Herbert Hervey, 1923

Herbert Arthur Hervey, 5. Marquess of Bristol (* 10. Oktober 1870; † 5. April 1960) war ein britischer Adliger und Diplomat.

## Leben
Herbert Hervey war der fünfte Sohn von Lord Augustus Henry Charles Hervey (1837–1875) aus dessen Ehe mit Mariana Hodnett († 1920). Väterlicherseits war er ein Enkel des Frederick Hervey, 2. Marquess of Bristol (1800–1864).
Herbert Hervey besuchte das Clifton College in Bristol. 1892 trat Hervey in den Auswärtigen Dienst ein und wurde von 1892 bis 1895 Konsul in Iquique in Chile. Jeweils ein Jahr war er Geschäftsträger in Montevideo und Guatemala. Von 1907 bis 1909 war er Konsul in Harar unter dem Gesandten W. Thesiger der in Addis Abeba in Abessinien residierte. Von 1909 bis 1911 war er Konsul in Bilbao. 1913 wurde er zum Wirtschaftsattaché ernannt. Daneben war er außerordentlicher und bevollmächtigten Gesandter. Von 1919 bis 1923 war er Gesandter in Kolumbien. Von 1923 bis 1928 war er Gesandter in Peru und Ecuador. 1929 wurde er in den Ruhestand versetzt.
Als sein Bruder Frederick Hervey 1907 den Adelstitel des 4. Marquess of Bristol erbte, erhielt Herbert Hervey durch Royal Warrant of Precedence den protokollarischen Rang des Sohnes eines Marquess, verbunden mit dem Höflichkeitsprädikat Lord. 1951 erbte Hervey beim Tod seines Bruders Frederick dessen Adelstitel als 5. Marquess of Bristol, 9. Earl of Bristol und 10. Baron Hervey und wurde dadurch Mitglied des britischen House of Lords. Die peruanische Regierung zeichnete ihn mit dem Großkreuz des Orden El Sol del Perú aus.
Herbert Hervey war zweimal verheiratet. In erster Ehe heiratete er am 19. Oktober 1914 Lady Alice Jean Elaine Cochrane († 1955), Tochter des Douglas Cochrane, 12. Earl of Dundonald. Aus dieser Ehe, die 1933 geschieden wurde, hatte er einen Sohn, Victor, der bei seinem Tod 1960 seine Adelstitel erbte. In zweiter Ehe heiratete er am 15. Dezember 1952, Dora Frances Emblin Marshall († 1953), einzige Tochter von George Marshall und Witwe des Pedro Juan José de Zulueta. Diese Ehe blieb kinderlos.